# Moorefield (Nebraska)
Pour les articles homonymes, voir Moorefield.
Moorefield est un village du comté de Frontier, dans l'État du Nebraska, aux États-Unis. En 2020, il comptait une population de 27 habitants.